# Želetava
Želetava település Csehországban, a Třebíči járásban. Želetava Meziříčko, Jindřichovice, Rozseč, Štěměchy, Domamil, Cidlina, Martínkov, Předín, Lesonice, Lesná és Svojkovice településekkel határos. Lakosainak száma 1487 fő (2024. január 1.).

## Népesség
A település lakosságának változását az alábbi diagram mutatja:
| Lakosok száma | 2067 | 2168 | 2122 | 1649 | 1660 | 1544 | 1534 | 1520 | 1476 | 1487 |
|               | 1869 | 1890 | 1921 | 1950 | 1980 | 2001 | 2017 | 2019 | 2022 | 2024 |